# Scott Michael Campbell
Scott Michael Campbell (* 14. August 1971 in Missoula, Montana) ist ein US-amerikanischer Schauspieler, Filmregisseur, Drehbuchautor und Filmproduzent.

## Leben und Karriere
1991 machte der in Montana geborene Campbell seinen Abschluss an der kalifornischen American Academy of Dramatic Arts in Pasadena, anschließend begann der blonde Schauspieler seine Karriere in Hollywood mit kleineren Fernsehrollen. 1996 übernahm er in sieben Folgen der Serie Emergency Room – Die Notaufnahme die Rolle des Sanitäters Riley Brown. Campbell konnte sich im amerikanischen Fernsehen mit einer Vielzahl von Gastrollen oder wiederkehrenden Nebenrollen etablieren, in denen er oft Figuren mit ernsthaftem Auftreten spielte, mehrmals Agenten oder Polizisten. Von 2015 bis 2018 verkörperte er die Figur des Priesters Sam Walker in der Serie Suits, zwischen 2016 und 2021 war er in der Serie Shameless in 38 Folgen als Mechaniker Brad zu sehen.
1994 gab Campbell seinen Einstand auf der Kinoleinwand mit einer Nebenrolle in der von George Lucas produzierten Mysterykomödie Radioland Murders – Wahnsinn auf Sendung. Seine bisher bekanntesten Kinorollen spielte er in den 2000er-Jahren in der Neuverfilmung von Der Flug des Phoenix (2004), als zweiter Ehemann von Michelle Williams’ Figur im oscarprämierten Drama Brokeback Mountain (2005) sowie in der Rolle eines Agenten im Thriller Push (2009) mit Chris Evans. Insgesamt hat Campbell bis heute an rund 120 Film- und Fernsehproduktionen mitgewirkt.
Seit den späten 2000er-Jahren betätigt sich Campbell bei einigen Independenproduktionen auch hinter der Kamera als Regisseur, Drehbuchautor und Produzent. Sein Kurzfilm Shooting for Tomorrow gewann 2011 beim Los Angeles Film Festival den Preis in der Kategorie Bester Kurzfilm.

## Filmografie (Auswahl)
Kino- und Fernsehfilme
- 1993: Tödliche Fluten – Rettet unsere Kinder (The Flood: Who Will Save Our Children?, Fernsehfilm)
- 1994: Radioland Murders – Wahnsinn auf Sendung (Radioland Murders)
- 1995: Fair Game
- 1996: Verführung zum Mord (Seduced by Madness, Fernsehfilm)
- 1996: Alf – Der Film (Project ALF, Fernsehfilm)
- 1997: Flubber
- 1998: Bulworth
- 2002: Das Tribunal (Hart’s War)
- 2002: Air Panic
- 2004: Der Flug des Phoenix (Flight of the Phoenix)
- 2005: Brokeback Mountain
- 2006: Kids – In den Straßen New Yorks (A Guide to Recognizing Your Saints)
- 2007: Cougar Club
- 2009: Push
- 2009: Der Gestank des Erfolges (The Smell of Success)
- 2009: Stay Cool – Feuer & Flamme (Stay Cool)
- 2010: Good Morning, Pennsylvania
- 2011: Ticket Out – Flucht ins Ungewisse (Ticket Out)
- 2013: Stirb langsam – Ein guter Tag zum Sterben (A Good Day to Die Hard)
- 2014: Die Hochzeit meiner besten Freundin (The Wedding Pact)
- 2024: Riff Raff – Verbrechen ist Familiensache (Riff Raff)

Fernsehserien
- 1992: Alle meine Kinder (The Torkelsons; Folge The Ice Princess)
- 1992: Daddy schafft uns alle (Evening Shade; Folge You Scratch My Back, I'll Arrest You)
- 1994: L.A. Law – Staranwälte, Tricks, Prozesse (Folge The Age of Insolence)
- 1996: Emergency Room – Die Notaufnahme (ER; 7 Folgen)
- 1997–1998: Ein ganz normaler Heiliger (Nothing Sacred; 20 Folgen)
- 1997: Frasier (Folge Frasier's Curse)
- 1999: Chicago Hope – Endstation Hoffnung (Folge Big Hand for the Little Lady)
- 2001: The West Wing – Im Zentrum der Macht (Folge On the Day Before)
- 2005: Blind Justice – Ermittler mit geschärften Sinnen (Folge Seoul Man)
- 2006: Dr. House (2 Folgen: Euphoria Teil 1+2)
- 2006: Navy CIS (Folge Witch Hunt)
- 2006: Gilmore Girls (Folge Go, Bulldogs!)
- 2007: Cold Case – Kein Opfer ist je vergessen (Folge Blood on the Tracks)
- 2007: 24 (Folge Day 6: 8:00 p.m.-9:00 p.m.)
- 2007: Boston Legal (Folge Brotherly Love)
- 2008: Criminal Minds (Folge A Higher Power)
- 2009: Southland (Folge Unknown Trouble)
- 2010: CSI: Miami (Folge In the Wind)
- 2010: Bones – Die Knochenjägerin (Folge The Couple in the Cave)
- 2010: The Event (5 Folgen)
- 2011: Dexter (Folge Nebraska)
- 2011: Castle (Folge Kill Shot)
- 2013: Franklin & Bash (Folge Out of the Blue)
- 2013: Motive (Fernsehserie, 1 Folge)
- 2014: Masters of Sex (Folge One for the Money, Two for the Show)
- 2014–2017: Longmire (8 Folgen)
- 2015: Navy CIS: New Orleans (Folge Careful What You Wish For)
- 2015: Supergirl (Folge How Does She Do It?)
- 2015: Wayward Pines (2 Folgen)
- 2015–2018: Suits (5 Folgen)
- 2016: Hawaii Five-0 (Folge I'ike Ke Ao)
- 2016–2021: Shameless (38 Folgen)
- 2018: Unsolved (5 Folgen)
- 2018/2021: This Is Us – Das ist Leben (2 Folgen)
- 2019: Magnum P.I. (Folge Day the Past Came Back)
- seit 2021: For All Mankind